# Dự báo thủy văn
Dự báo thủy văn là một chuyên ngành hẹp của ngành thủy văn học. Trong dự báo thủy văn có thể phân chia tiếp là dự báo lũ, dự báo hạn, dự báo hồ chứa, dự báo bùn cát, dự báo nhu cầu sử dụng nước...
Dự báo thủy văn mới có kể từ những năm 1950 - 1960.